# Aracena

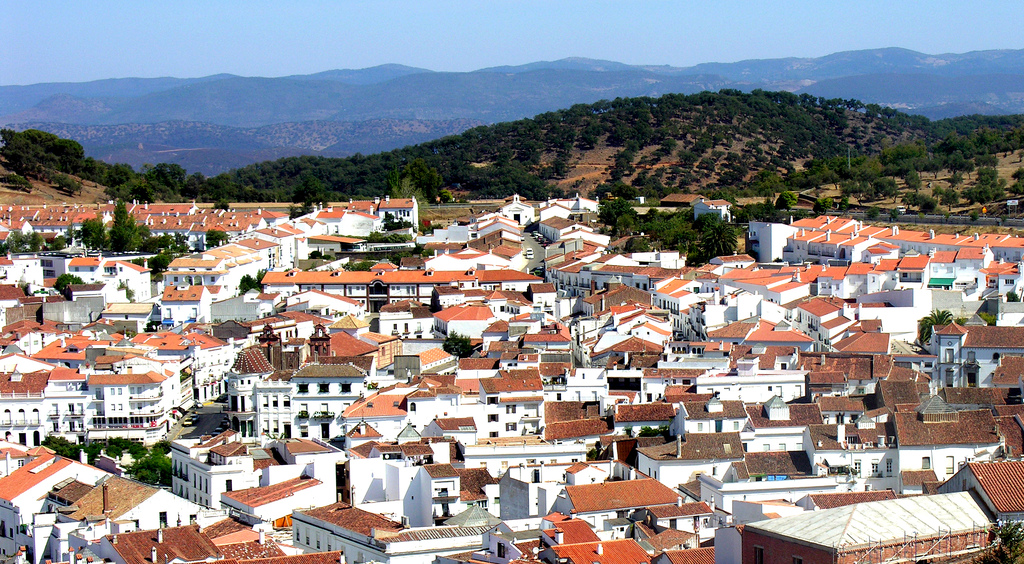
Aracena

Aracena ist eine spanische Gemeinde in der Provinz Huelva. Sie hat 8.392 Einwohner (Stand: 2024) und liegt etwa 100 km von der Provinzhauptstadt Huelva entfernt. Gemeinhin wird Aracena als Hauptstadt der Berge bezeichnet. Das Städtchen ist vor allem für seine Tropfsteinhöhle Gruta de las Maravillas und die Überreste der alten Burg bekannt. In der Nähe liegt auch der Stausee von Aracena, welcher eine wichtige Rolle in der Wasserversorgung von Huelva und der Erdbeerproduktionen von Lepe und Palos de la Frontera spielt.

## Geschichte
Die ersten Niederlassungen in der Gegend lassen sich bis ca. 3000 v. Chr. nachweisen. Das Vorkommen von Mineralien führt zu einer ständigen Besiedlung und hohen Bedeutung durch die Jahrtausende und Herrscher hinweg. Aufgrund der strategischen Lage ist es außerdem ein umkämpfter und bedeutender Ort in den Spanisch-Portugiesischen sowie Spanisch-Maurischen Kriegen. Dank der Ernennung zum touristischen Ort im Jahre 1956 ist Aracena von unkontrolliertem Wachstum verschont geblieben, weshalb das Städtchen noch heute seinen sehr ursprünglichen Charakter versprüht.

## Bevölkerungsentwicklung
Zur Gemeinde Aracena gehören außerdem noch die Ortschaften Carboneras, Castañuelo, Corterrangel, Jabuguillo, La Umbría und Valdezufre.
Quelle:INE-Archiv – grafische Aufarbeitung für Wikipedia

## Klima

Stausee von Aracena

Trotz der Lage im Süden von Spanien herrscht ein feuchtes, mildes Klima vor. Die wasserreichen Wolken vom Atlantik verregnen sich in der Region (Sierra de Huelva), sodass kein Wassermangel vorherrscht. Ein Netz aus Stauseen nutzt diese Eigenschaft zur Versorgung der Küstenstädte und der Provinzhauptstadt mit Trinkwasser. Die Lage in der mediterranen Zone zeigt sich vor allem in der Verteilung der Niederschläge, welche sich auf die Wintermonate konzentriert. Die Temperaturen sind ganzjährig angenehm.

## Wirtschaft und Tourismus
Aracena ist eine Kleinstadt geprägt von Landwirtschaft und extensiver Viehzucht. Auf kleinen Gemüsefeldern werden Früchte angebaut, und der Export wird von spanischem Schinken, einer regionalen Spezialität, dominiert. Weiteres Standbein ist der Tourismus. In Aracena befindet sich das einzige 4-Sterne-Hotel der Provinz, außerhalb der Provinzhauptstadt. Es bildet den Ausgangspunkt für Touren durch die Berge.

## Sehenswürdigkeiten
Neben dem historischen Zentrum, welches relativ gut erhalten ist, bietet Aracena eine Vielzahl von Kirchen im Mudéjar-Stil (vom muslimisch in christlich umgebaute Kirchen). Herauszuheben ist die Iglesia Prioral de Nuestra Señora del Mayor Dolor (Klösterliche Kirche unserer Fräulein der Größten Schmerzen), welche zwischen dem 12. und 15. Jahrhundert auf den Resten der Burg von Aracena (muslimisches Castillo, zerstört im 12. Jahrhundert) gebaut wurde. Die Burgruine ist heute wieder zugänglich, besteht jedoch nur noch aus Mauerresten (der Großteil der Steine wurde im Laufe der Zeit von den Einwohnern zum Bau ihrer Häuser weiterverwendet). Die Kirche weist neben dem Mudéjar-Stil auch starke, für diese Region untypische, Gotische-Merkmale auf.
Eine weitere sehenswerte Kirche ist die Iglesia de Santa Maria de Asunción (Kirche Mariä Himmelfahrt) aus dem 16. Jahrhundert (Renaissance-Stil).
Der touristische Höhepunkt sind die Wundergrotten (Grutas de Maravillas). Ein circa 2100 m langer, davon 1200 m begehbarer Komplex aus Tropfsteinhöhlen. Entdeckt im Jahre 1886, ist es seit 1914 für Touristen zu besichtigen. Der größte Saal ist über 50 m hoch und liegt weitere 50 m unter der Erdoberfläche. Eintritt für eine 45-minütige Führung (nur auf Spanisch) 9 € (Stand Juli 2017).
Weitere Sehenswürdigkeiten sind:
- das geologische Museum,
- das Schinkenmuseum,
- das Theater Teatro Sierra de Aracena
- sowie das Casino Arias Montano.

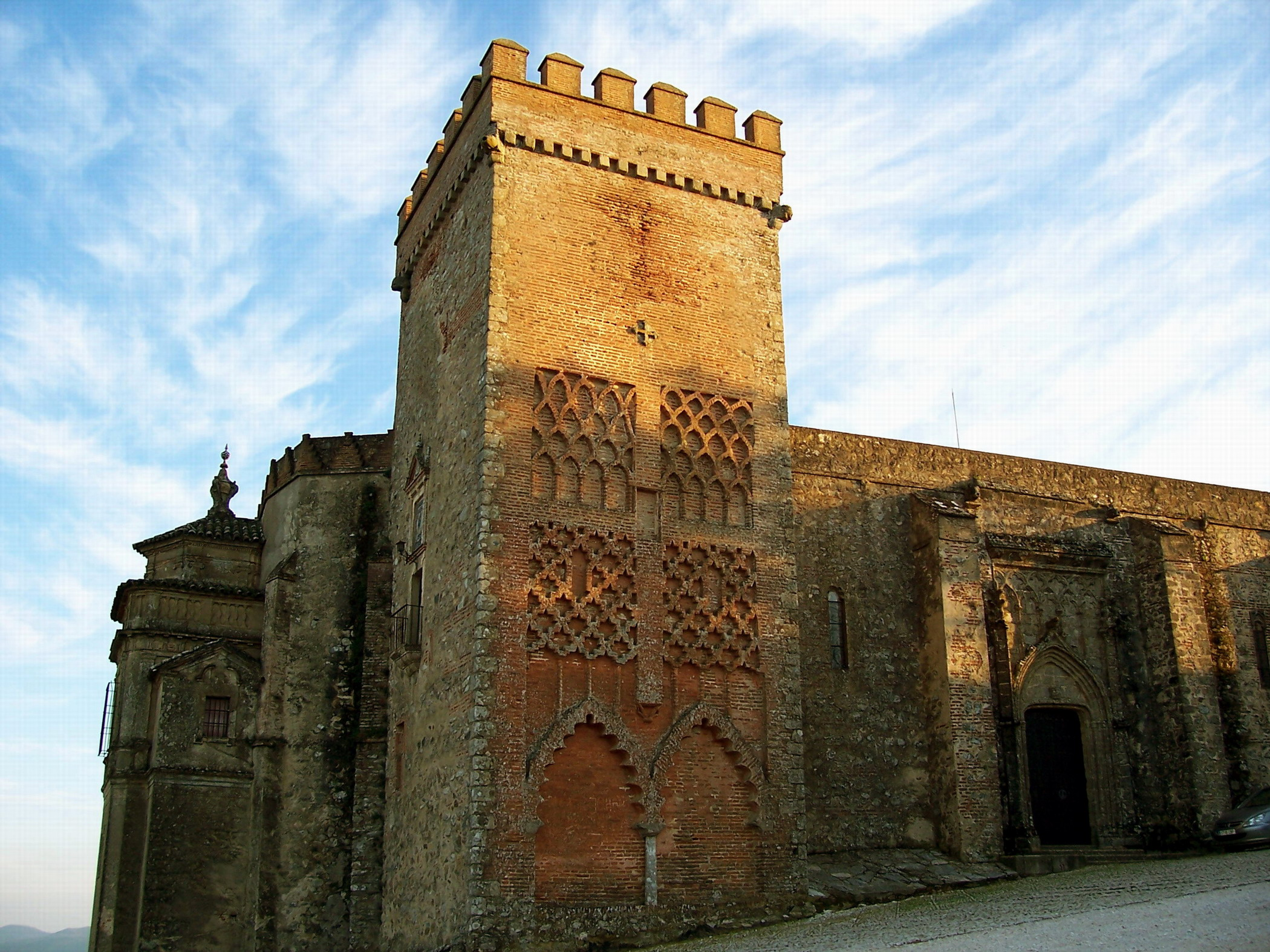
Castillo de Aracena
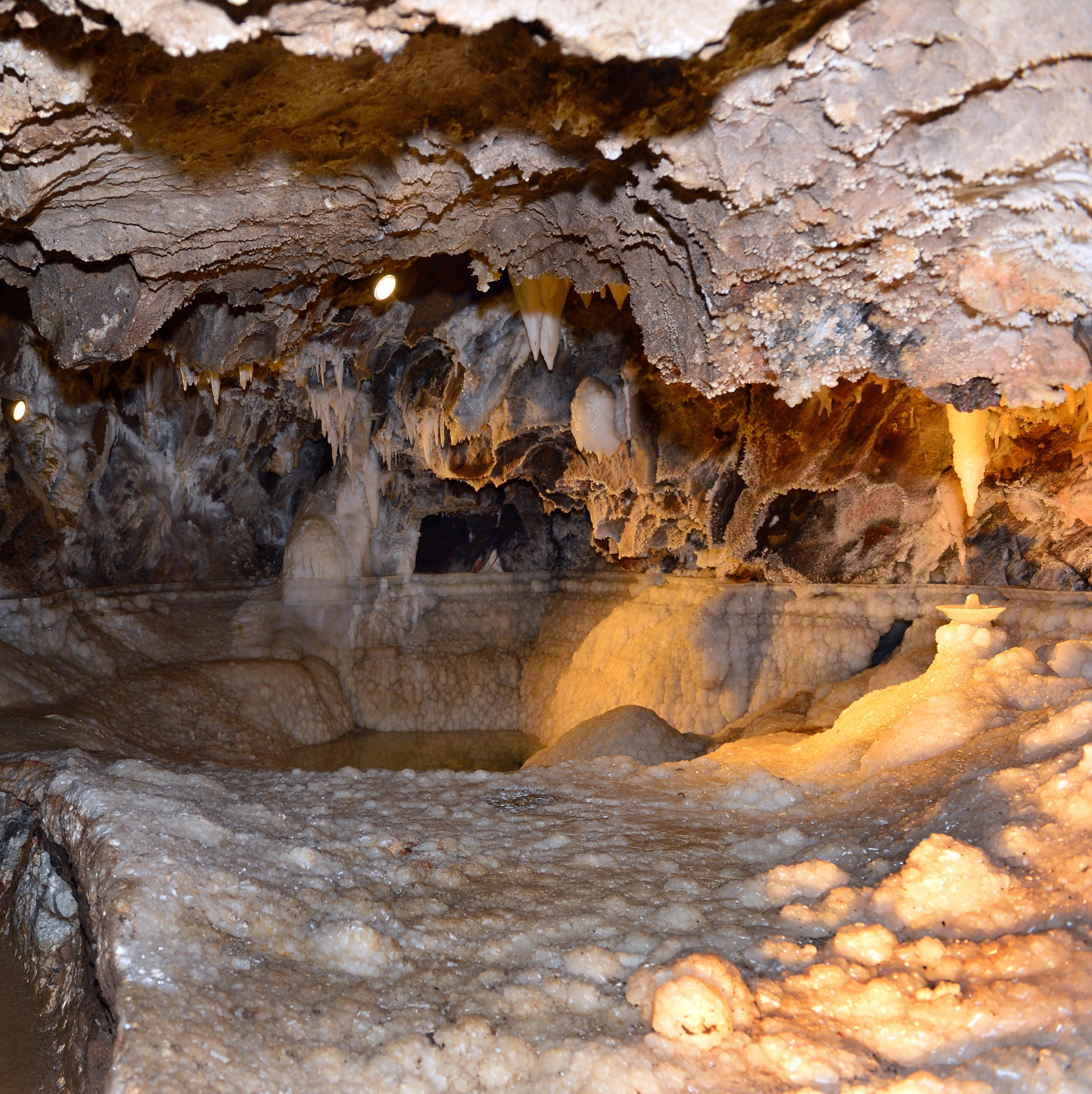
Grutas de Maravillas
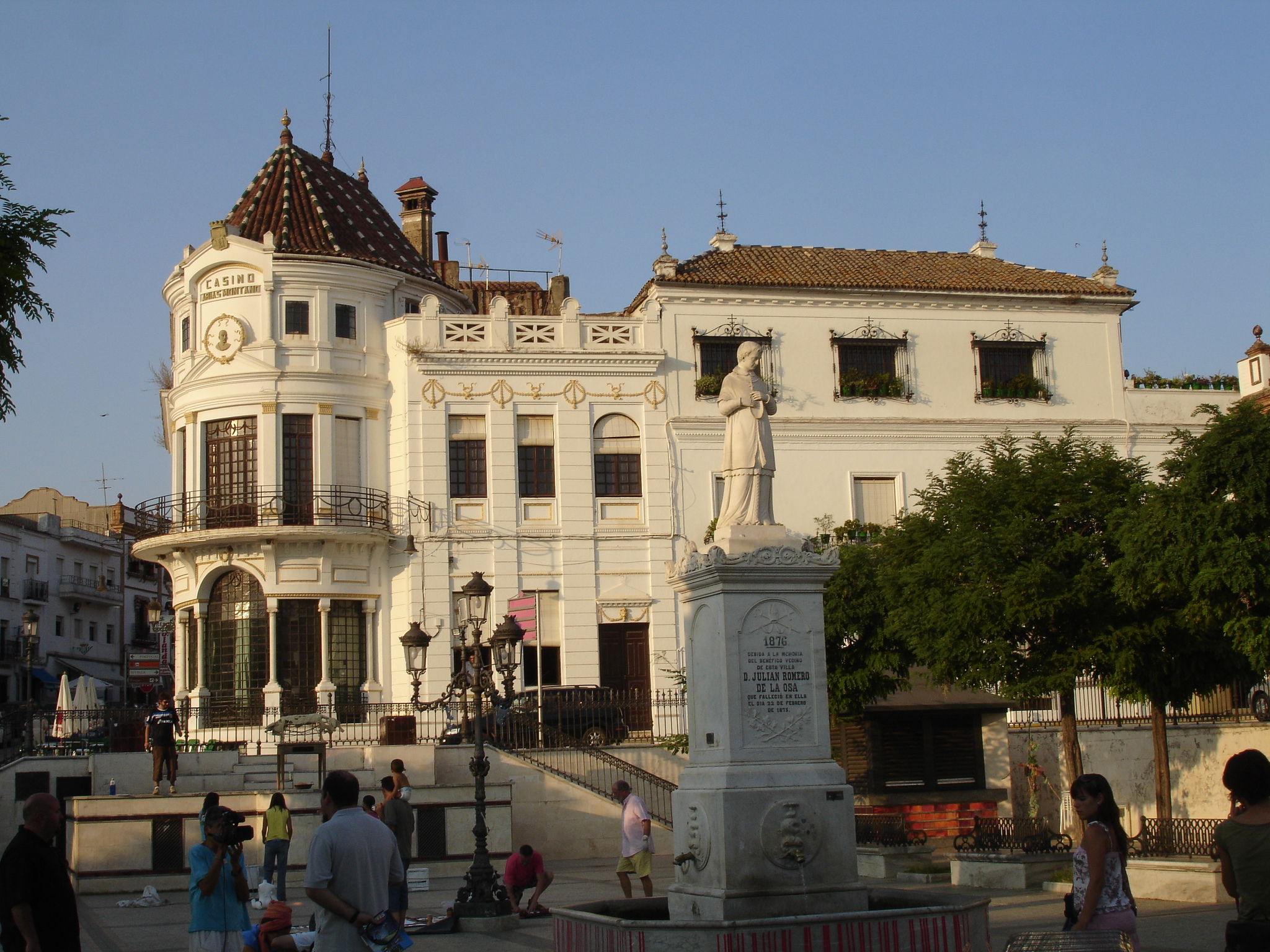
Casino Arias Montano
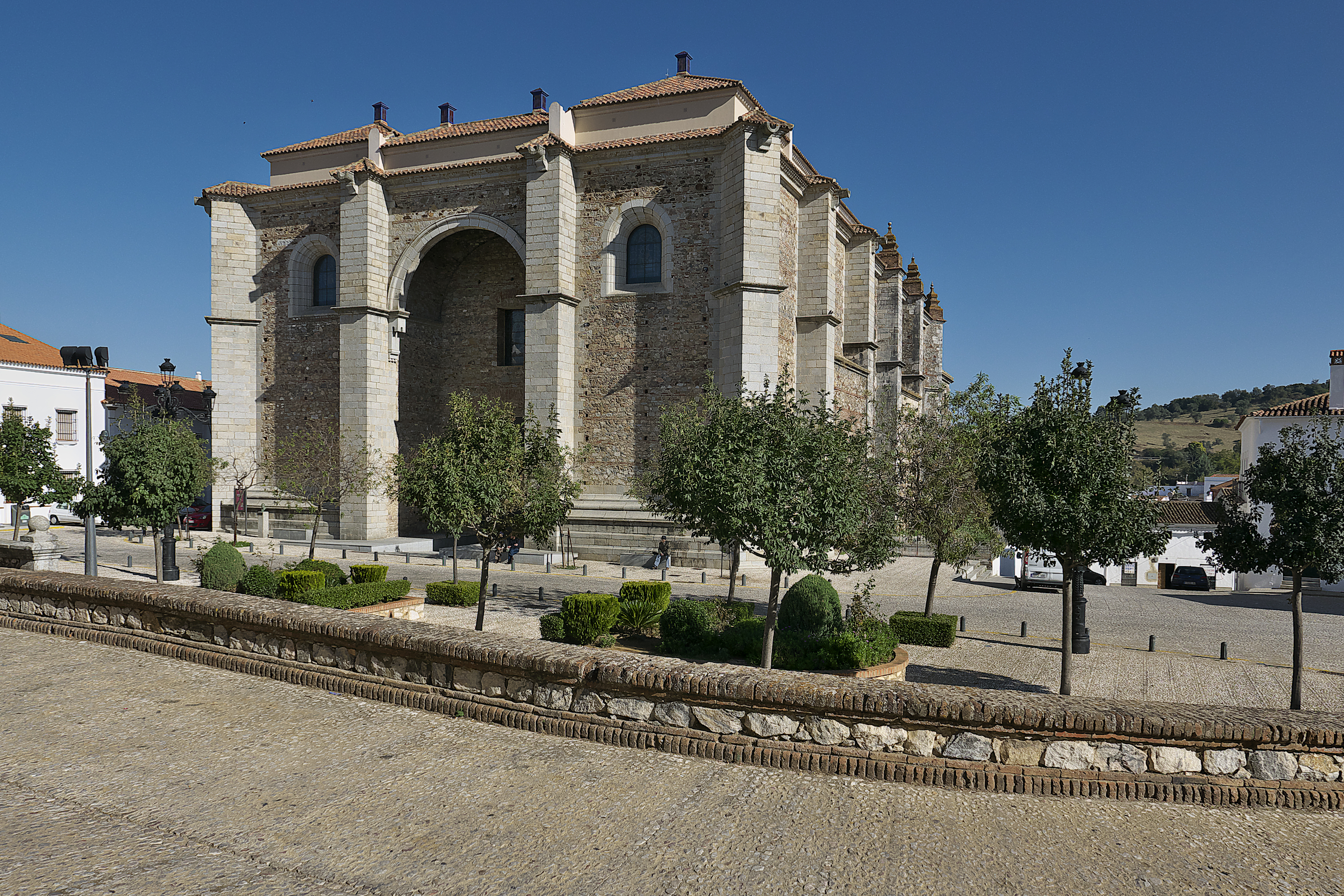
Kirche Nuestra Señora de la Asunción

## Feste
Wie in anderen andalusischen Städten und Dörfern auch, ist die Karwoche (Semana Santa) der Höhepunkt der jährlich stattfindenden Festlichkeiten. In Aracena prozessieren 6 Bruderschaften, die größte Prozession darunter, ist die der Bruderschaft Vera Cruz, welche Wurzeln bis ins 16. Jahrhundert aufzuweisen hat.
Aus der Tradition der Viehzüchter ist die Feria de mayo (Maimesse) entstanden, welche alljährlich am dritten Maiwochenende veranstaltet wird und aus Veranstaltungen rund um Fleischwaren (vor allem Jamón Ibérico) besteht. Ein ähnliches Fest wird Ende Oktober veranstaltet.